# Годзилла против Космического Годзиллы
«Годзилла против Космического Годзиллы» (яп. ゴジラVSスペースゴジラ Годзира таи Супэ:сугодзира) — японский фантастический кайдзю-фильм, сиквел «Годзиллы против Мехагодзиллы-2». Это двадцать первый фильм о гигантском ящере Годзилле, второй с участием его сына Малыша Годзиллы, седьмой о бабочке Мотре, а также второй, где появляется гигантский робот Могера. Это единственный фильм о Годзилле, режиссёром которого был Кэнсё Ямасита. Японский кинопрокат начался 10 декабря 1994 года. Фильм ознаменовал собой 40-летие всей серии фильмов о Годзилле, а также 10-летие фильмов периода Хэйсэй.

## Сюжет
Клетки Годзиллы, занесённые в космическое пространство либо Биолланте, либо Мотрой, проходят через чёрную дыру, кристаллизуются, и создают ужасного космического монстра, который начинает приближаться к Земле.
В это время в Японии осуществляется разработка проекта МОГУЭРА (Мобильный операционный годзиллоподобный универсальный экспертный робот аэротипный) — новейшей боевой машины высотой 120 м, сконструированной из остатков поломанных Гаруды и Мехагодзиллы. Робот Могера нацелен на уничтожение Годзиллы, но существует и проект Т (Телепатия), целью которого является возможность контролировать ящера. К проекту Т привлечена экстрасенс Мики Саэгуса, которая уже несколько раз пыталась общаться с Годзиллой при помощи телепатии. Поначалу Мики отказывается, но после того, как к ней прилетают феи Сёбидзин, сопровождающие улетевшую в космос Мотру, соглашается.
Исполнение проекта решено провести на Острове Баас, где теперь часто появляется Годзилла, так как там поселился его подрастающий сын — Малыш Годзилла. На этот остров отправляются представители осуществления проекта Кодзи Синдзё и Киёси Сато. Идя по острову, они обнаруживают места скопления необычных гигантских кристаллов, а позже встречают отставного майора Юки, уже длительное время проживающего здесь в палатке на берегу океана. Юки не одобряет проект Т, и жаждет уничтожить Годзиллу (отчасти из-за того, что при событиях 1989 года погиб друг майора). Вскоре на остров прилетает Мики и руководители проекта — доктора Гондо и Сюсуму Окубо. Они становятся свидетелями появления Малыша Годзиллы, который уже успел порядочно подрасти с того момента, как приплыл на остров. Малыш попадает на диком пляже в кольцо мин, установленных Юки, и едва не уничтожает их все. Чуть позже появляется и Годзилла. Юки дожидается когда ящер выйдет на берег, чтобы выстрелить в него снарядом с веществом, сворачивающим кровь. Но снаряды не пробивают шкуру Годзиллы, и все попытки майора не дают успеха. Зато Кодзи и Киёси удаётся закрепить на Годзилле усилитель телепатии, и проект Т продвинут далеко вперёд. Мики пробует дать Годзилле мысленную команду пройти по берегу и всё проходит успешно.
В это время при помощи спутников астрономы получают сведения о приближении к Земле неизвестного объекта, который оказывается похожим на Годзиллу чудовищем. Власти Японии запускают в космос Могеру, надеясь, что робот сможет остановить монстра. Могера и Космический Годзилла сталкиваются в поясе астероидов. В результате короткого сражения робот оказывается повреждён, а Космический Годзилла в скором времени приземляется на острове Баас, в результате чего опыт проекта Т прерывается. К монстру подходит заинтересованный Малыш и едва не погибает, как только Космический Годзилла выстреливает в него тепловым лучом, энергию для которого добывает из посланных сюда раньше кристаллов. Появляется Годзилла и нападает на монстра, защищая своего сына, но космический монстр отражает его тепловой луч своими кристаллами. Малыш попадает в кристаллическую ловушку, а Космический Годзилла улетает к Японии. Годзилла направляется за ним. Гондо, Окубо и Юки покидают остров. Следующей ночью на лагерь нападают неизвестные злоумышленники и похищают Мики. Кодзи и Киёси спешат в Фукуоку, так как Гондо полагает, что Мики похищена по требованию Окубо, который не желает прекращать работу над проектом Т. Её опасения сбываются: Окубо намерен при помощи телепатии Мики использовать Годзиллу для дальнейших разрушений. Юки, Кодзи и Киёси освобождают Мики и приезжают в Фукуоку. Все трое назначаются пилотами Могеры.
Космический Годзилла приземляется у Башни Фукуоки, а Годзилла появляется в Кагосиме и направляется к своему врагу, разрушая на пути город.
Когда Юки узнаёт о появлении Годзиллы, он разворачивает к нему Могеру. Кодзи приходится оглушить майора, чтобы перенаправить робота на прежний курс в Фукуоку, где Космический Годзилла черпает электрическую энергию, используя для этого башню. И в ближнем и в дальнем бою с Могерой он выходит победителем. Позже появляется Годзилла, но и он не может противостоять такому сильному врагу. Космический Годзилла может не только стрелять смертоносными лучами, но и с помощью них поднимать в воздух различные предметы. Кроме того, он выстреливает в Годзиллу кристаллами, а против его теплового луча выставляет защитное поле. Наблюдающие за битвой Кодзи, Киёси и Юки вскоре понимают, что космический монстр поглощает энергию башни через свои кристаллы, и вот почему Годзилла пытается их уничтожить. Юки решает трансформировать Могеру на две самостоятельно действующих боевых машины. Одна из них передвигается по земле и под землёй, Юки же управляет воздушным «Звёздным Соколлом». Кодзи и Киёси подбираются под землёй к месту битвы и разрушают основание башни, после чего у Годзиллы получается её свалить. Юки в это время отвлекает Космического Годзиллу на «Звёздном Соколе». Башня рушится, и чудовищный враг теряет источник энергии. Машины вновь объединяются в Могеру и схватка продолжается. Но даже без защитного поля одолеть монстра почти не представляется возможным. Могера сильно повреждена, Юки приказывает Кодзи и Киёси покинуть робота и в одиночку довершает бой, тараня Космического Годзиллу, после чего Годзилла добивает монстра красным лучом. Космический Годзилла погибает, его последние остатки превратившиеся в золотистую пыль улетучиваются, а Годзилла издаёт победный рёв. В это время Кодзи освобождает застрявшего на выходе из Могеры Юки, их встречают Киёси, Мики и Гондо.
Все пятеро наблюдают, как Годзилла уплывает в океан. Гондо опасается, что рано или поздно появится новый космический монстр, а Мики при помощи телекинеза срывает с Годзиллы телепатический усилитель. К Мики подлетают феи Сёбидзин и благодарят за всё, что она сделала. Юки и Кодзи заявляют, что больше не будут преследовать Годзиллу, так как он оказался «хорошим парнем». На острове Баас своего отца ждёт Малыш Годзилла.

## В ролях
| Актёр            | Роль                         |
| ---------------- | ---------------------------- |
| Дзюн Хасидзумэ   | пилот Кодзи Синдзё           |
| Мэгуми Одака     | Мики Саэгуса                 |
| Дзэнкити Ёнэяма  | пилот Киёси Сато             |
| Акира Эмото      | майор Акира Юки              |
| Товако Ёсикава   | доктор Гондо                 |
| Ёсукэ Саито      | доктор Окубо                 |
| Кэндзи Сахара    | министр Такаюки Сэгава       |
| Акира Накао      | генерал Такаки Асо           |
| Коити Уэда       | Хёдо                         |
| Рональд Хоэр     | профессор Александр Маммилов |
| Кэйко Имамура    | фея Сёбидзин                 |
| Саяка Осава      | фея Сёбидзин                 |
| Кэмпатиро Сацума | Годзилла                     |
| Рё Хария         | Космический Годзилла         |
| Ватарю Фукуда    | Могера                       |
| Литтл Франки     | Малыш Годзилла               |

## Показанные чудовища
- Годзилла — гигантский динозавроподобный ящер, впервые появившийся в 1954 году. Обитает в океане. Главное оружие — тепловой луч. В этом фильме Годзилла помимо обычного синего луча использует также спиральный красный луч. Эта способность у него появилась в предыдущем фильме. Размеры: рост 100 м; вес 60 000 т[1].
- Космический Годзилла, или Космогодзилла — космический аналог Годзиллы, появившийся из его клеток после того, как они кристаллизовались, попав в чёрную дыру. Энергию добывает из своих кристаллов. Когда энергии много, извергает из пасти красный тепловой луч и жёлтые лучи из кристаллов (которыми может даже поднимать предметы с земли), а также способен летать. Кристаллы использует и как отражатели тепловых атак Годзиллы. Размеры: рост 120 м; длина 240 м; вес 80 000 т[2][3].
- Могера (МОГУЭРА) — самый совершенный из разработанных роботов по борьбе с монстрами. Может разделяться на «Звёздного сокола» и «Земную Могеру». Может летать не только в земной атмосфере, но и в космическом пространстве. В дальнем бою использует лазерные лучи. Размеры: рост 120 м; вес 160 000 т[4].
- Малыш Годзилла — приёмный или родной сын Годзиллы. В этом фильме он уже показан изрядно выросшим, он даже пытается извергать тепловой луч, как его отец. Часто проявляет своё любопытство, близко приближаясь к людям. При страхе у него краснеют глаза. Малышу угрожала смертельная опасность со стороны Космического Годзиллы, однако благодаря помощи Годзиллы он сумел спастись. Размеры: рост 30 м; вес 8 000 т[5].
- Мотра — огромная бабочка, защитник Земли. В этом фильме Мотра показана лишь в нескольких эпизодах летящей по космосу. Как и во многих фильмах, её сопровождают феи Сёбидзин, которые прилетают на Землю вместе с мини-Мотрой. Размеры: длина 65 м; размах крыльев 175 м; вес 20 000 т[6].

## Кассовые сборы
На момент создания это был едва ли не самый кассовый из всех фильмов о Годзилле. При бюджете ¥1 млрд ($10,3 млн) сборы составили ¥1,650 млрд ($20 млн).

## Съёмки
- Съёмки фильма начались 4 января и закончились 15 августа 1994 года[8].
- Изначально в фильме должен был фигурировать Мехагодзилла из предыдущего фильма, однако он был заменён роботом Могерой, который до этого появлялся только в фильме «Мистериане» (1957).
- Это последний фильм, в котором Ватарю Фукуда изображал кайдзю[9].